# Почесна премія Норвезької ради у справах культури

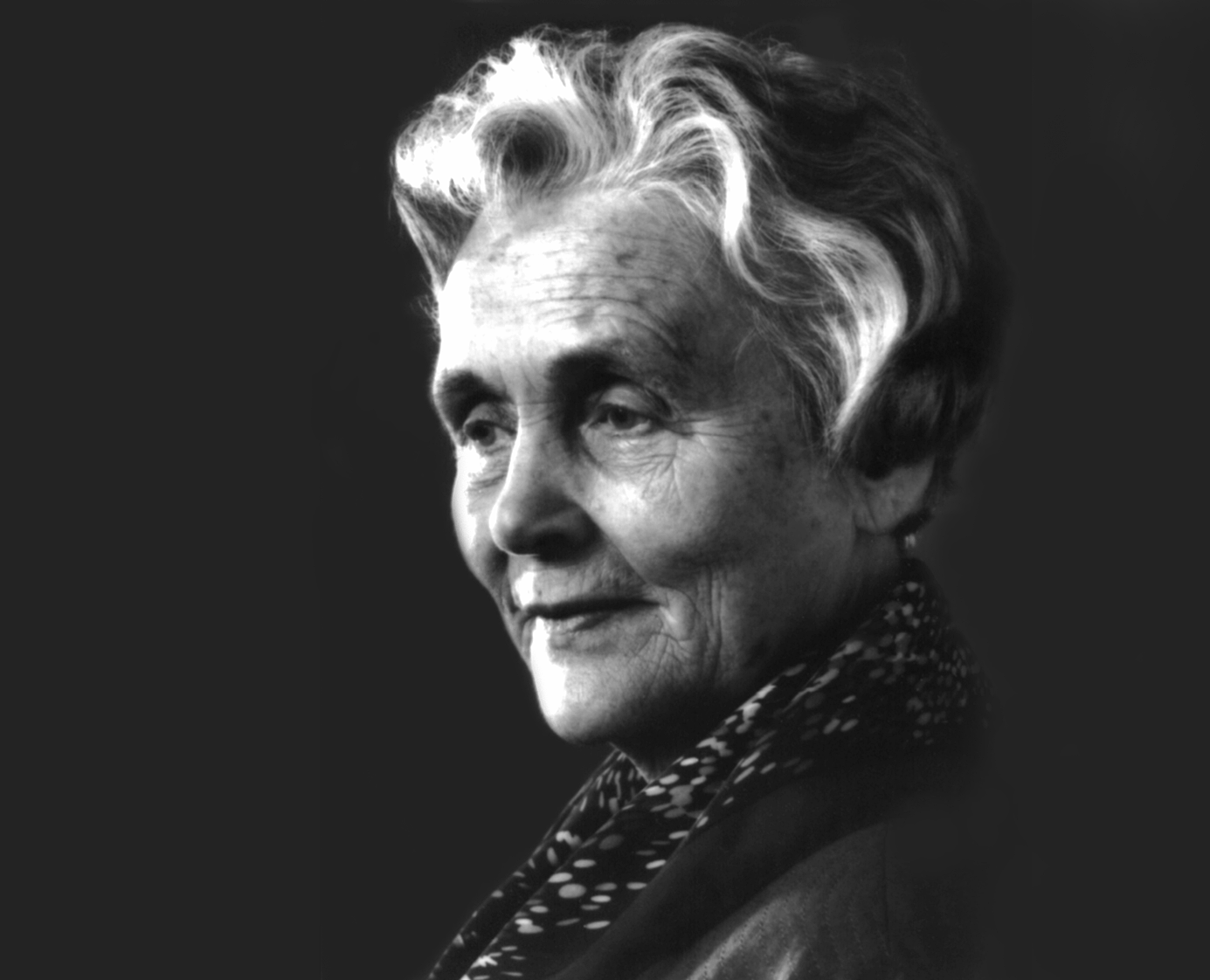
Halldis Moren Vesaas, 1982

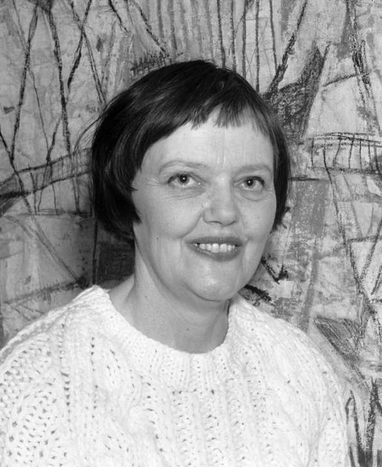
Synnøve Anker Aurdal, 1991

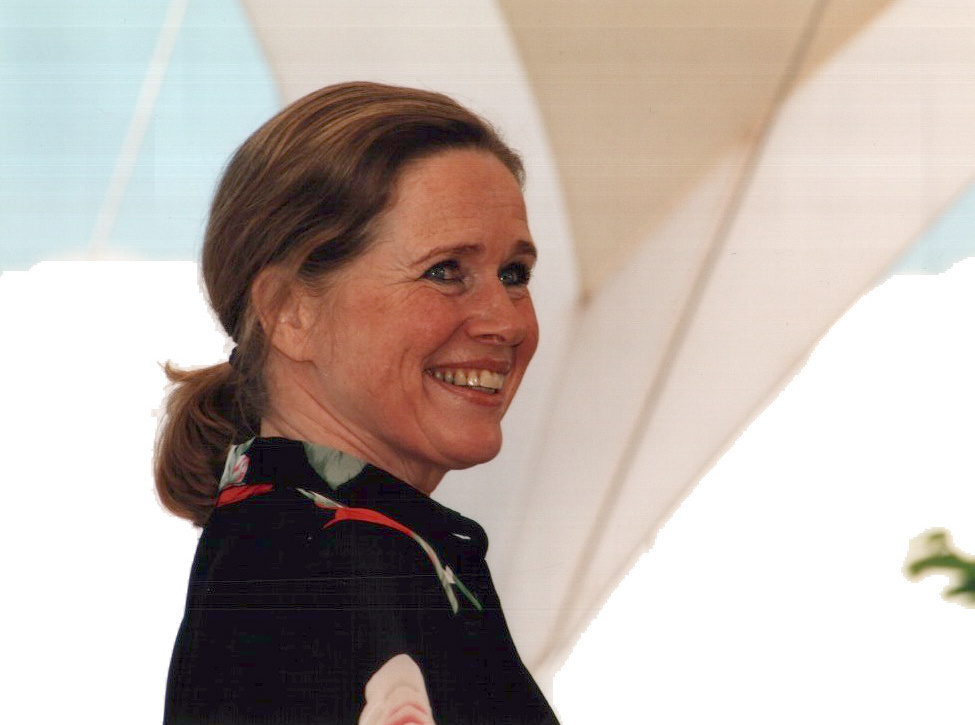
Лів Ульманн, 1997

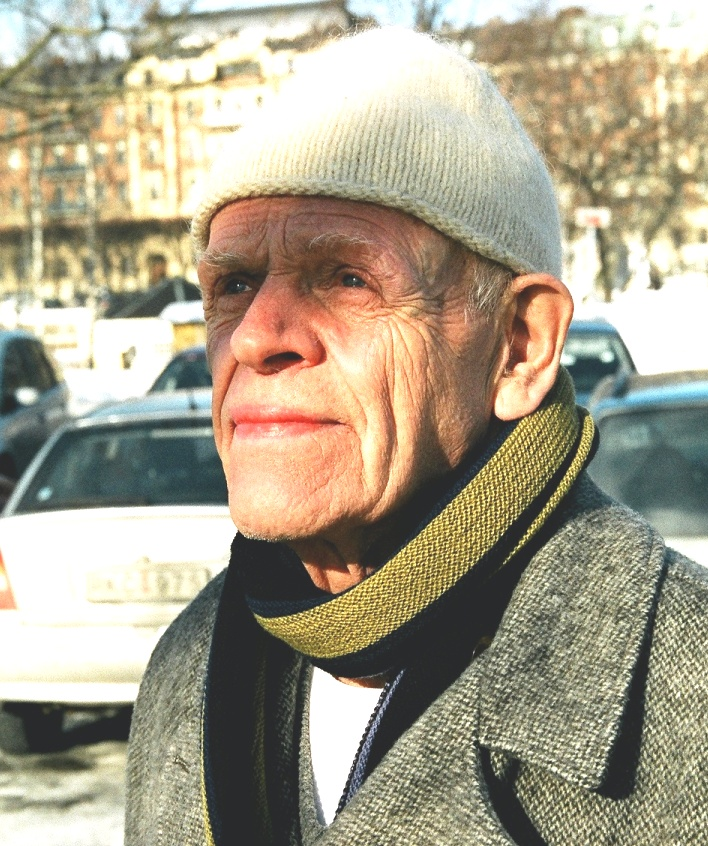
К'яртан Слеттемарк, 2001

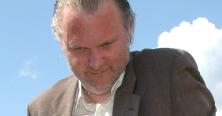
Йон Фоссе, 2003

Почесна нагорода Норвезької ради у справах культури (норв. Norsk kulturråds ærespris) — норвезька нагорода, яку щорічно присуджує Норвезька рада у справах культури. Премію присуджують щорічно людині, яка зробила вагомий внесок у норвезьке мистецтво та культуру. Комітет з нагородження не проводить номінації, а рішення про нагородження приймається на закритому засіданні. Традиційно не оголошується підстава рішення для нагородження.
Премія є грошовою (у 2005 році 500 000 крон). З моменту тридцятої річниці Ради в грудні 1994 року також вручають бронзову статуетку лева роботи Елени Енгельсен.

## Реціпієнти
- 1968 — Фріц фон дер Ліппе, театральний критик
- 1969 — Ганс Петер Л'Оранж, професор археології
- 1970 — Альф Прейсен, письменник і співак
- 1971 — Альф Рольфсен, художник
- 1972 — Клаус Егге, композитор
- 1973 — Ганс Гейберг, письменник
- 1974 — Ганс Йонас Генріксен, популяризатор саамської мови
- 1975 — Інгеборг Рефлінг Гаген, письменниця
- 1976 — Сігб'єрн Бернгофт Оса, народний музикант
- 1977 — Елла Гвал, акторка
- 1978 — Олав Дальгард, кінорежисер і критик
- 1979 — Гаральд Северуд, композитор
- 1980 — Соня Хагеманн
- 1981 — Ерлінг Стордаль
- 1982 — Голдіс Морен Весос, письменниця
- 1983 — Зігмунд Скард, професор літератури
- 1984 — Гельге Сівертсен, політик
- 1985 — Ларс Брандструп, галерист
- 1986 — Гельге Інгстад, мандрівник
- 1987 — Нільс Йоган Руд, письменник і редактор журналу
- 1988 — Арне Скуен, кінорежисер
- 1989 — Еспен Ск'єнберг, актор
- 1990 — Арне Нордгейм, композитор
- 1991 — Synnøve Anker Aurdal, художниця текстилю
- 1992 — Івер Йокс, художник
- 1993 — Ерік Бюе, співак
- 1994 — Анне-Катрінне Вестлі, авторка дитячих книг
- 1995 — Оле Генрік Мо, галерист, піаніст
- 1996 — Арве Теллефсен, скрипаль
- 1997 — Лів Уллманн, акторка
- 1998 — Сверре Фен, архітектор
- 1999 — Фінн Карлінг, письменник
- 2000 — Анне Браун, співачка
- 2001 — К'яртан Слеттемарк, художник
- 2002 — Едіт Роджер, продюсерка
- 2003 — Йон Фоссе, письменник і драматург
- 2004 — Ян Гарбарек, саксофоніст, композитор
- 2005 — Агнес Буен Гарнос, фолк-музикантка
- 2006 — Бруно Олдані, графічний дизайнер
- 2007 — Йон Ейкемо, актор
- 2008 — Сольвейг Крінглеботн, оперна співачка
- 2009 — Марі Бойн, співачка
- 2010 — Тур Оге Брінгсвярд, автор
- 2011 — Інгер Сіттер, художниця
- 2012 — Сун-Мі Чунг і Стефан Барратт-Дуе, скрипалі
- 2013 — Анне Борг, танцівниця
- 2014 — Ян Ерік Волд, поет
- 2015 — Skulpturlandskap Nordland, митецький проєкт[1]
- 2016 – Forsvarets musikk, урядова організація
- 2017 – Мілоуд Гідерк, імпресаріо [2]
- 2018 – Сінневе Персен,  поетеса та художниця[3]
- 2019 – Тереза Б'єрнебо, редакторка
- 2020 – Кліфф Мустаче, драматург, режисер, художній керівник Nordic Black Theatre
- 2021 – Карін Крог, джазова музикантка та співачка
- 2022 – працівники південносаамської мови, представлені в музеї Saemien Sijte[4]